# بوشيني خشبي الجذر
بوشيني خشبي الجذر (الاسم العلمي: Puccinia xylorrhizae) هو نوع من الفطريات يتبع جنس البوشيني من فصيلة البوشينية.